# Tomentgaurotes ochropus
Tomentgaurotes ochropus är en skalbaggsart som först beskrevs av Bates 1880.  Tomentgaurotes ochropus ingår i släktet Tomentgaurotes och familjen långhorningar. Inga underarter finns listade i Catalogue of Life.